# شلال لوه
شلال لوه هو أحد أهم الشلالات في محافظة كلستان شمال جمهورية إيران ويُعتبَر جوهرة شلالات محافظة كلستان الشمالية، يقع هذا الشلال الطبيعي في مدينة غاليكش ويبلغ من الارتفاع 75 متراً كما ويقع شلال «لوه» في امتداد منحدر طبيعي صخري متدرج، ويتضمن 5 طبقات، ويجري وسط وادي عمقه 35 متراً مغطى بأشجار الغابات العذراء. ان مدينة «غاليكش» تتمتع بشلالات خلابة، ومن أجملها شلال «لوه» الذي يبلغ ارتفاعه عشرات الأمتار، وهو من الشلالات الفريدة بمحافظة كلستان، وبالقرب منه قرية تحمل نفس الاسم أي إنها تسمى بقرية لوه.

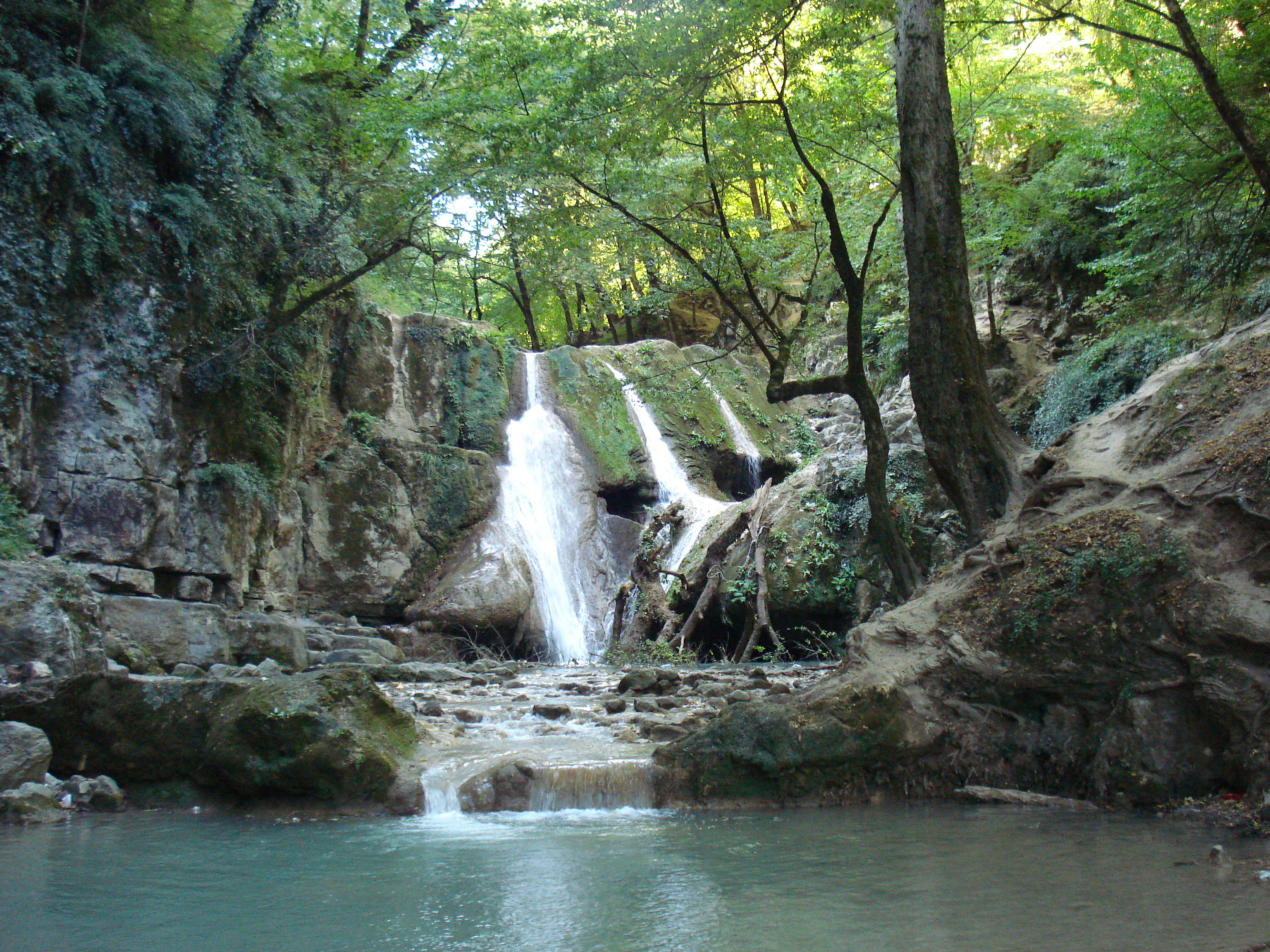
شلال لوه. الذي يقع في إمتداد منحدر صخري متدرج، ويتضمن 5 طبقات

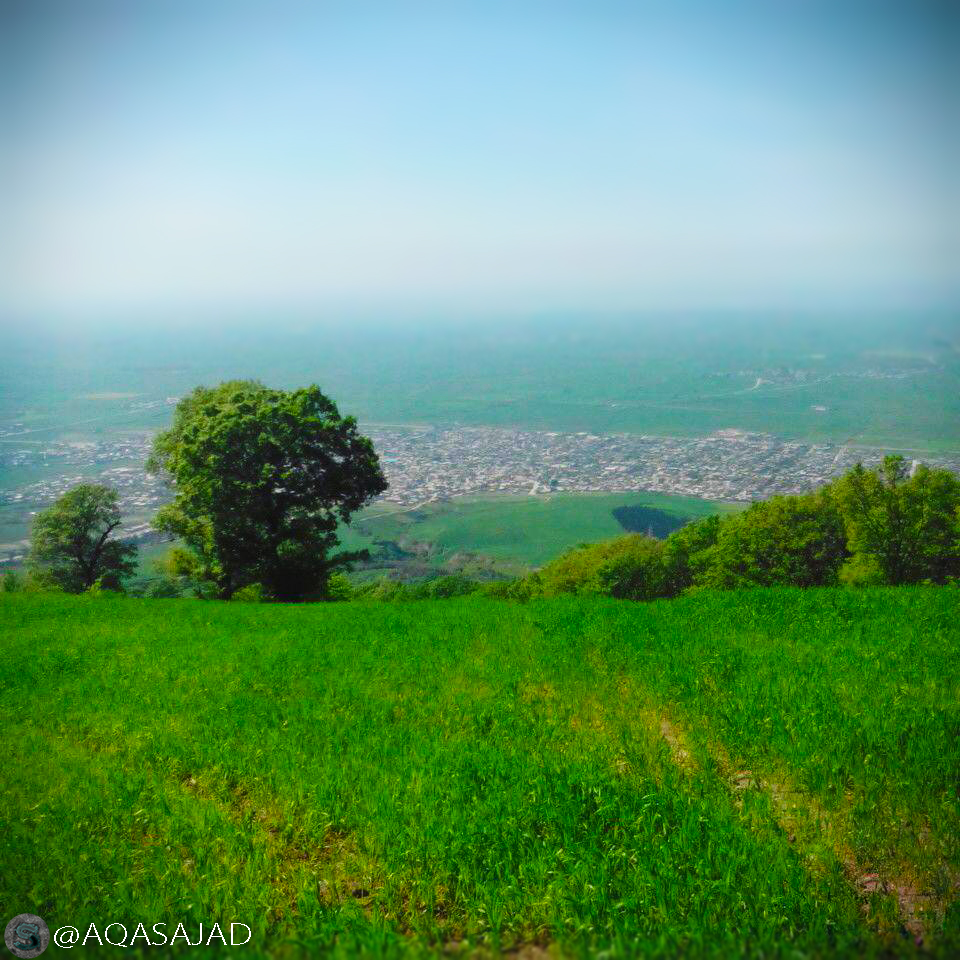
منظر لمدينة كاليكش من غابة الصنوبر بجبال نيلكو بمحافظة كلستان

## الموقع الجغرافي
يقع شلال لوه الطبيعي على بعد 20 كيلومتر عن مدينة «غاليكش» بمحافظة كلستان الشمالية، وعلى بعد 5 كيلومترات عن الطريق الرئيسي الواصل بين كلستان ومدينة مشهد، على مقربة من قرية تحمل نفس الاسم وسط غابة كثيفة بالأشجار المورقة.
- يُذكَر ان محافظة «كلستان» تقع في شمال إيران ذو الغابات الكثيفة وتتمتع بطبيعة جميلة وخلابة باهرة لأحتوائها على غابات ساحرة وشلالات صغيرة وكبيرة وينابيع دافقة كثيرة، وتُعرَف المحافظة إلى جانب تأريخها الثقافي الغني، بأرض الشلالات والينابيع والطبيعة الساحرة وغابات الأشجار الفريدة وغابات البلوط. وتُعتبَر محافظة «كلستان» من الوجهات السياحية المناسبة للسياح الإيرانيين والأجانب لتمتعها بالعديد من المناظر الطبيعية والمناطق الترفيهية كالشلالات والبحيرات ومن أهمها شلال لوه المتكون من خمس طبقات والغابات والمحميات التي تحيط به.[1]

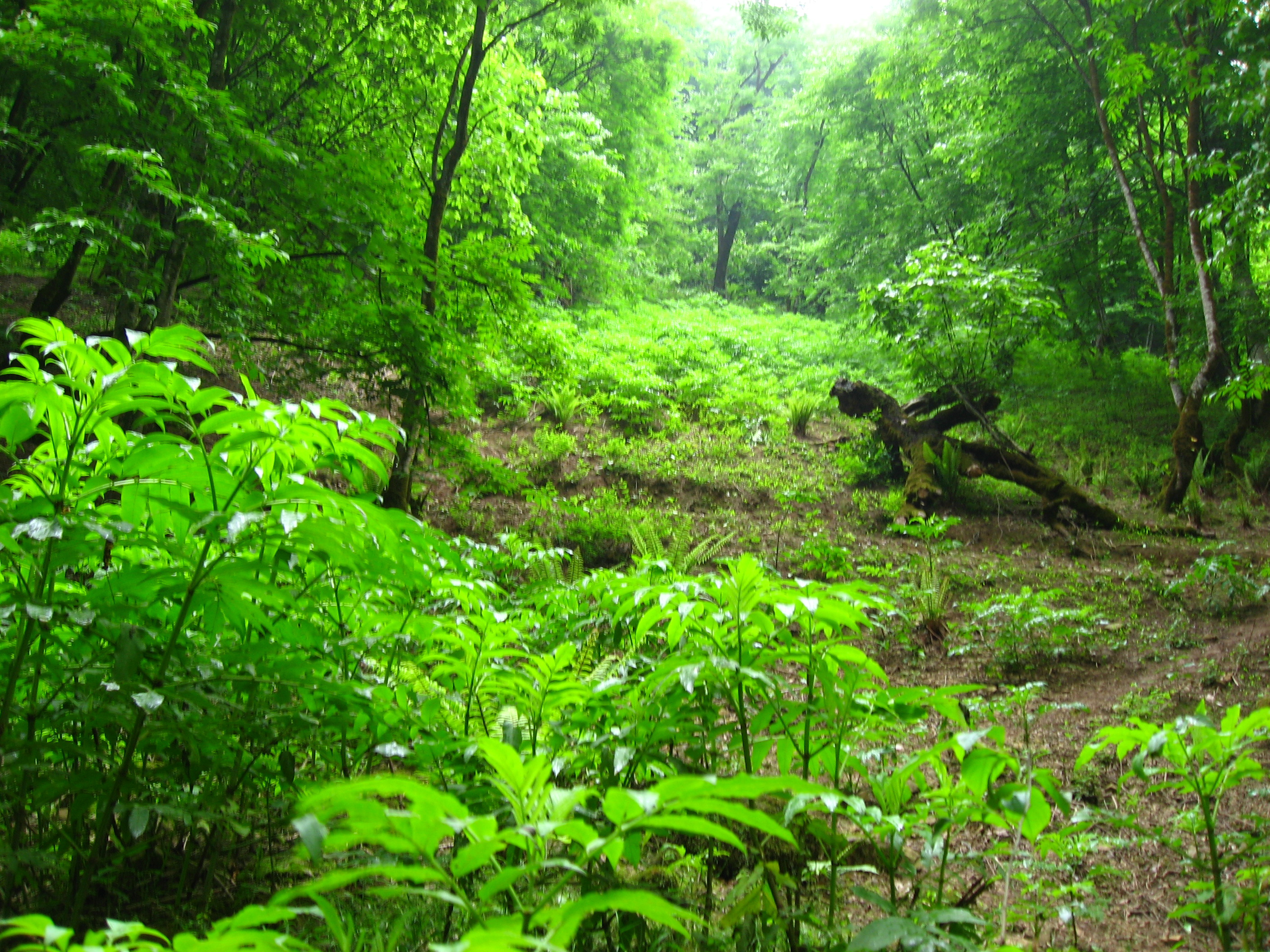
غابات شمال إيران

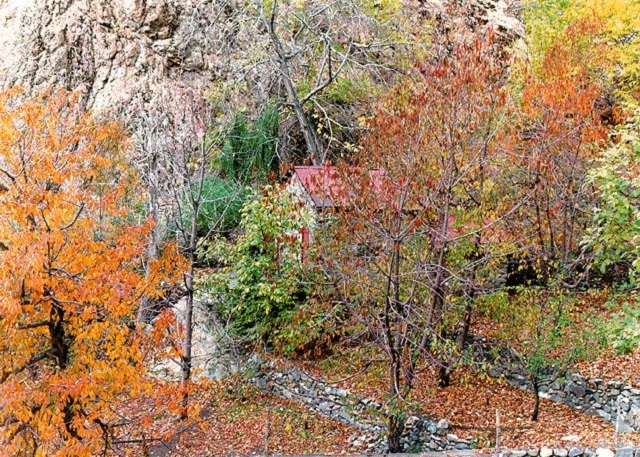
الغابات البكر في شمال جمهورية إيران

## شلال لوه وجذبه للسياح من داخل إيران وخارجها
ان الأشجار الكثيفة بمختلف انواعها والغابة الخضراء المورقه القريبة من شلال لوه، جعل منه مكاناً بديعاً في الربيع والصيف لاستجمام السياح الذين يختارون هذه المنطقة هدفاً لسياحتهم واستجمامهم. كما ان قرب شلال لوه من حديقة أو محمية كلستان الوطنية وكذلك الخط السريع الموصل إلى مدينة مشهد، منح ميزة سياحية خاصة لهذا المعلم السياحي، الذي يجذب إليه كل سائح ومسافر يمر من هناك ما أن تقع عيناه على مناظره الخلابة الساحرة. بالإضافة إلى ذلك فإن هناك محمية تحمل نفس اسم الشلال، بالقرب منه، في الموقع الجغرافي (37:19 شمالاً و55:46 شرقاً)، وهي منطقة غابات كثيفة ذات مناظر طبيعية بكر، وتُعَد من أجمل مناطق محافظة كلستان الواقعة شمال جمهورية إيران، وتبلغ مساحة محمية لوه إلى الغرب من حديقة كلستان الوطنية وإلى الجنوب الشرقي من قضاء مينودشت، 3 آلاف و591 هكتاراً ويحد هذه المنطقة المحمية من الشمال نهر دوغ ومن الجنوب مرتفعات البرز ومن الغرب قرية آق قميش ومن الشرق حديقة ومحمية كلستان الوطنية، فيما يتأثر مناخ هذه المنطقة برطوبة بحر قزوين. ان منطقة لوه المحمية، تؤوي مختلف أنواع الحيوانات القيمة، مثل: الدببة والغزلان وأنواع القطط البرية والذئاب والثعالب.

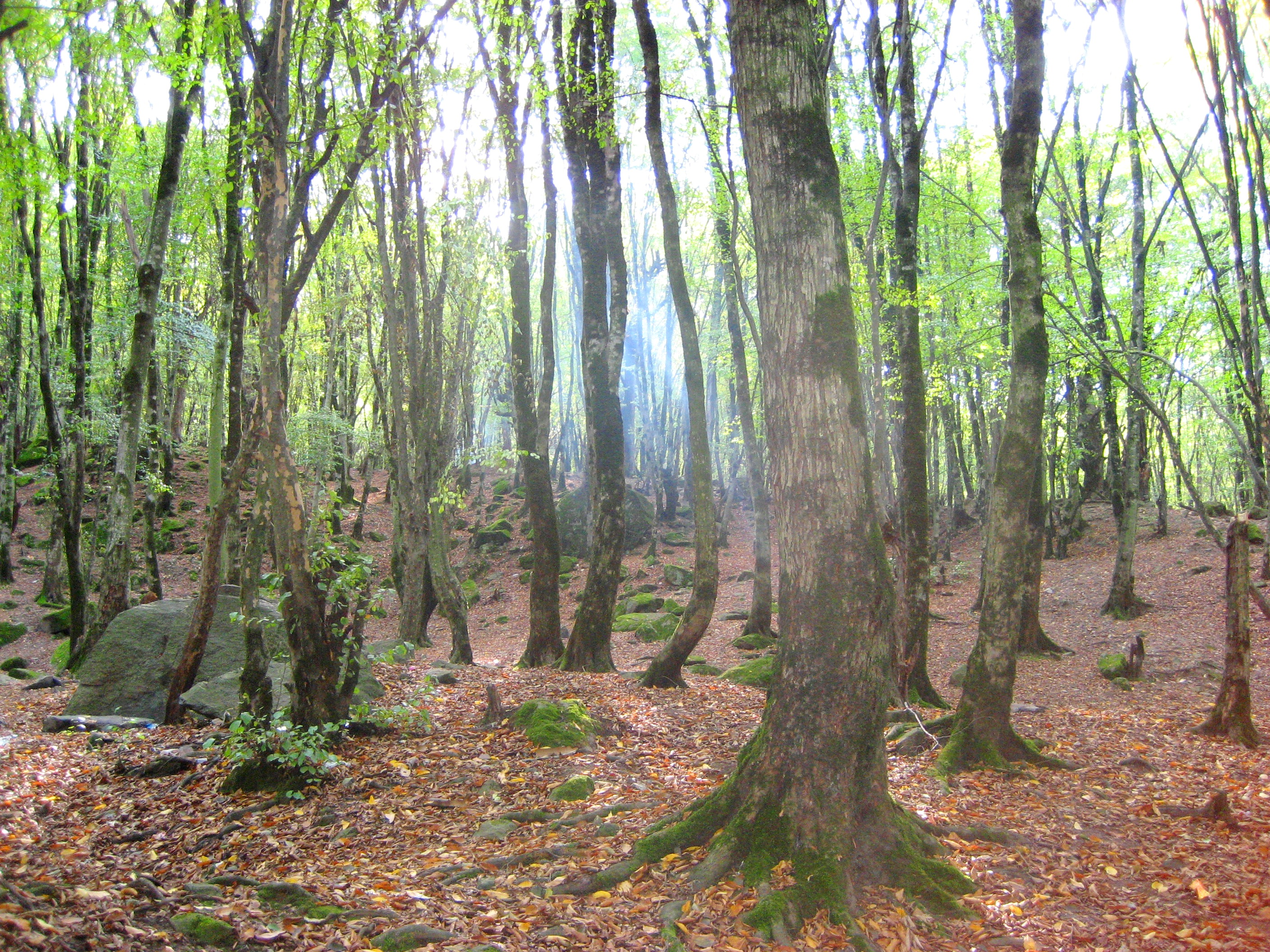
غابات نهارخوران العذراء في محافظة كلستان

## معرض الصور

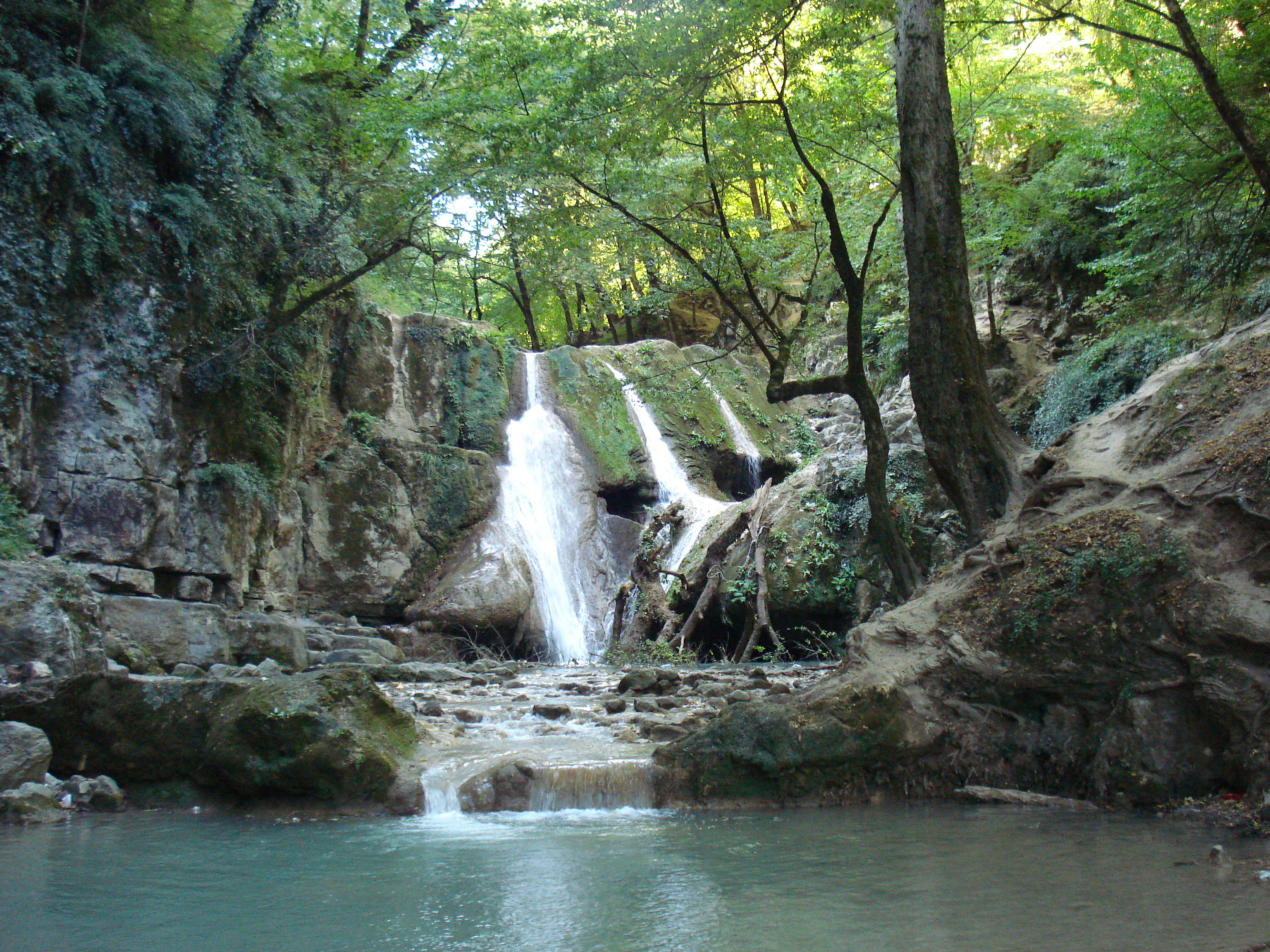
شلال لوه. الذي يقع في إمتداد منحدر صخري متدرج، ويتضمن 5 طبقات

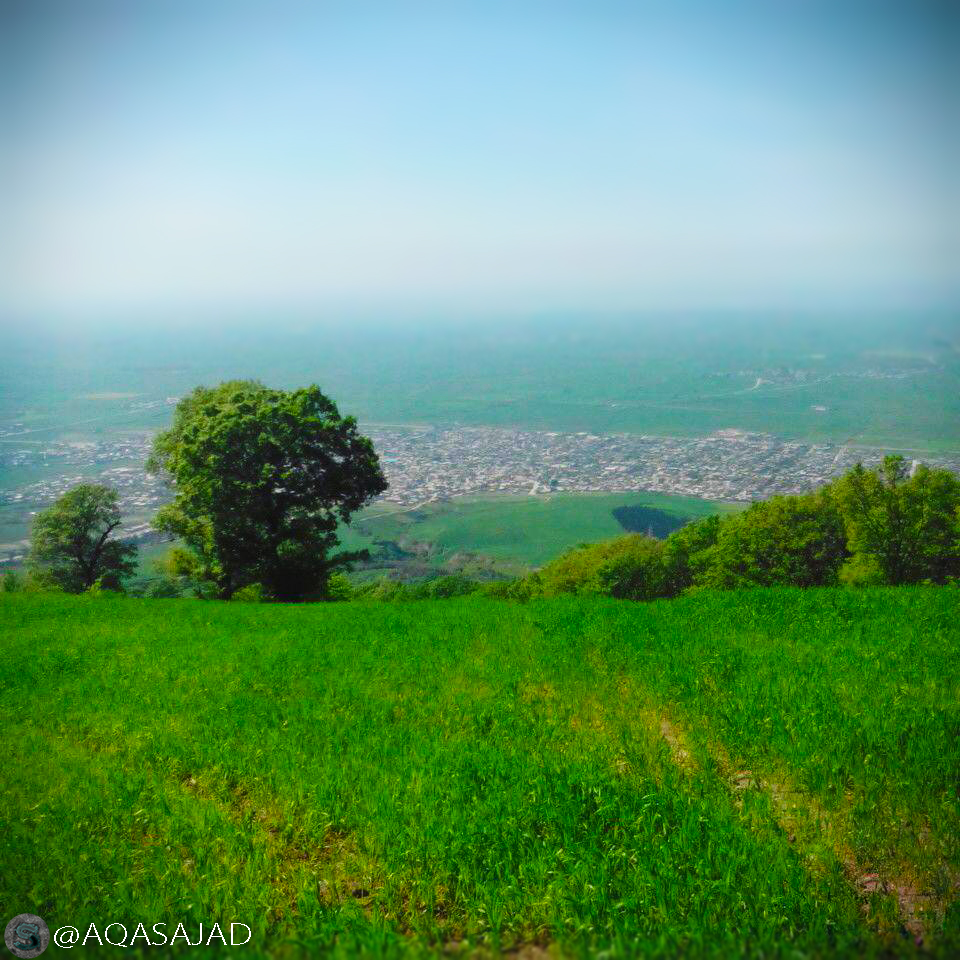
منظر لمدينة كاليكش من غابة الصنوبر بجبال نيلكو بمحافظة كلستان

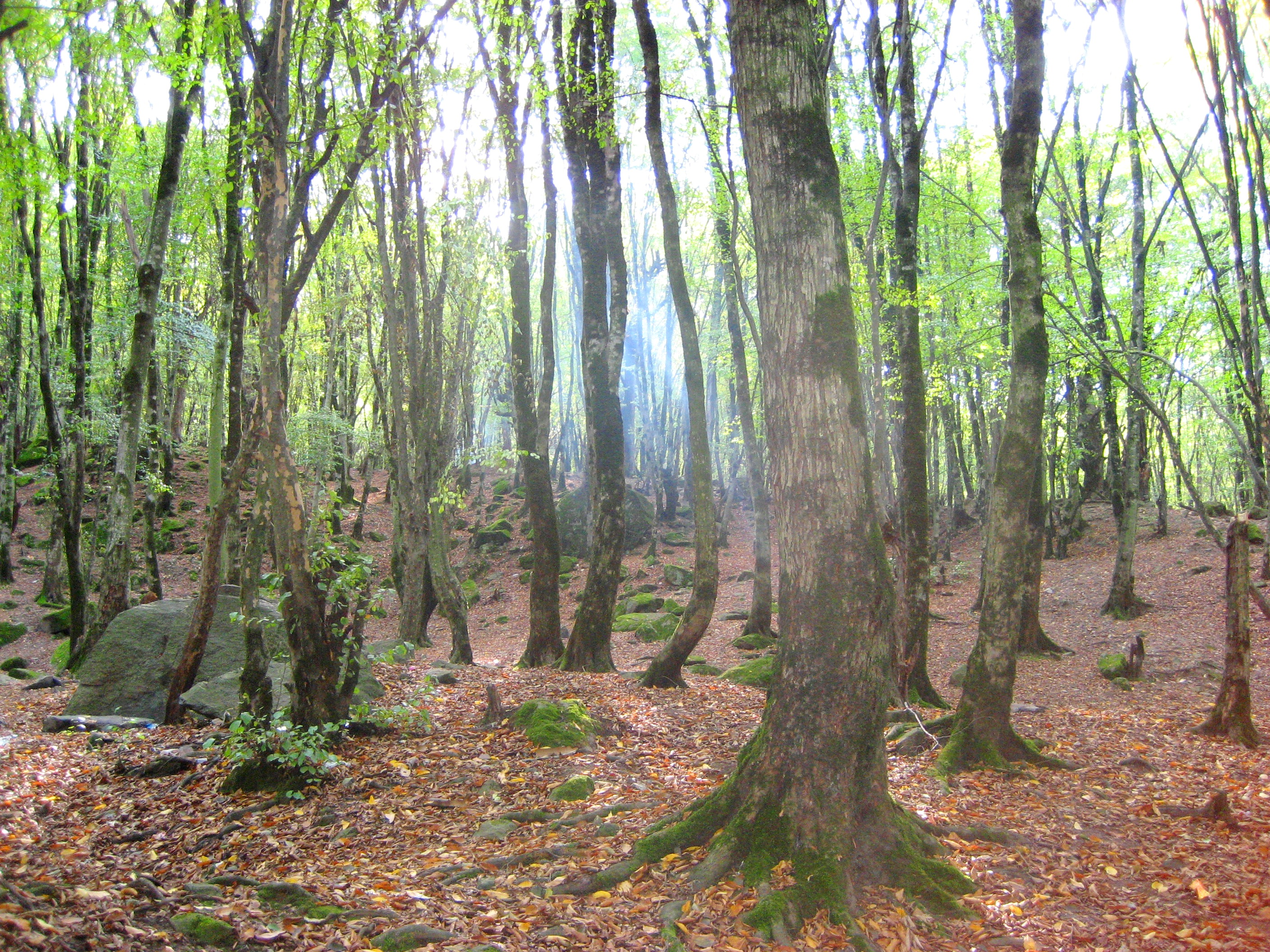
غابات نهارخوران العذراء في محافظة كلستان

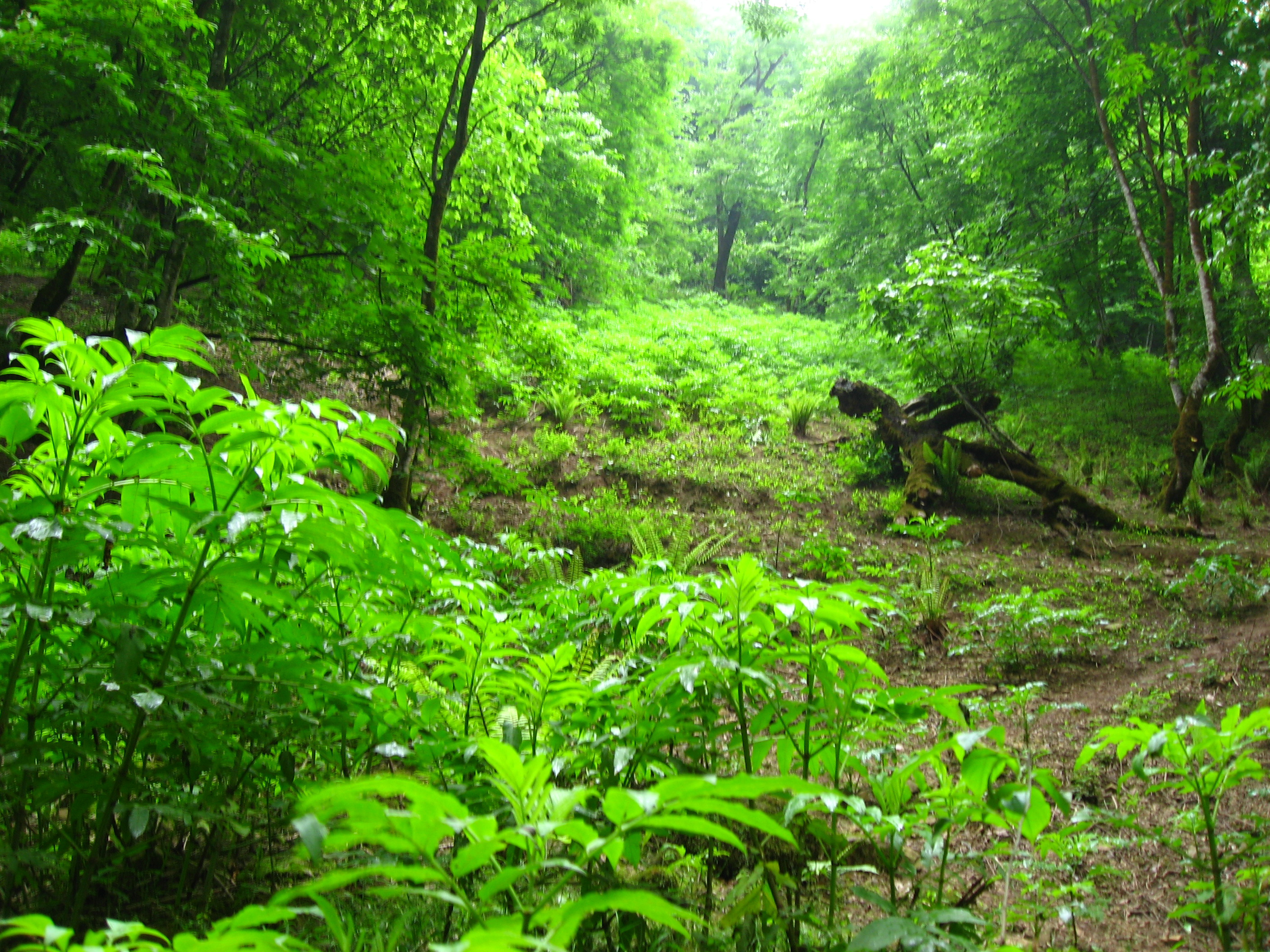
غابات شمال إيران

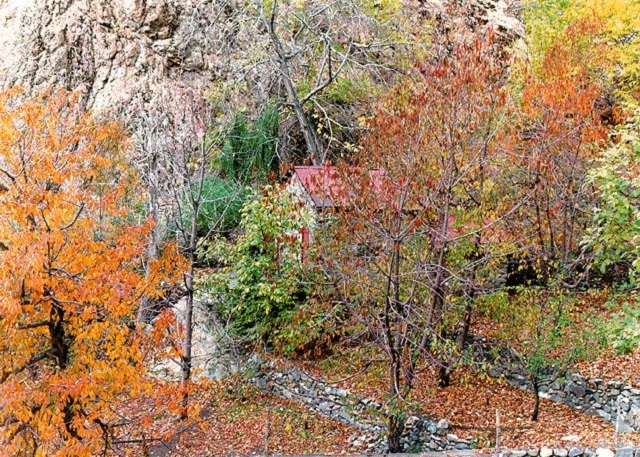
الغابات البكر في شمال جمهورية إيران

## معلومات عامة عن الشلال
| الاسم           | شلال لوه                                          |
| اللقب           | جوهرة شلالات كلستان                               |
| الموقع الجغرافي | محافظة كلستان (مدينة غاليكش)، شمال جمهورية إيران  |
| ارتفاع الشلال   | 75 متراً                                           |
| طبقات الشلال    | يتكون من خمس طبقات                                |
| مكانة الشلال    | أحد أهم المعالم السياحية في مدينة كلستان الشمالية |